# Raùl Richter
 (juin 2018).
Si vous disposez d'ouvrages ou d'articles de référence ou si vous connaissez des sites web de qualité traitant du thème abordé ici, merci de compléter l'article en donnant les références utiles à sa vérifiabilité et en les liant à la section « Notes et références ».
Raùl Richter, né le 31 janvier 1987 à Berlin, est un acteur, doubleur et animateur de télévision allemand.

## Biographie
Raúl Richter est le fils de Peter Richter et Astrid Richter. Il a grandi à Lima, au Pérou jusqu'à l'âge de 4 ans. Son frère Ricardo Richter (de) est aussi acteur et artiste de doublage. Après avoir obtenu son diplôme de la Fondation Reine Luise à Berlin-Dahlem, il a commencé des cours privés de théâtre avec Michael Gräwe.

## Carrière professionnelle
il fait ses débuts à la télévision en 1997 dans le film Rollercoaster - A Dog Called Friday. Puis dans une publicité pour Canon et un rôle dans le film The Manuscript of the Murderer. En 2007, il a joué dans un épisode de Berlin Brigade Criminelle et R. I. S. - Die Sprache der Toten. Il a acquis une grande présence médiatique en tant qu'acteur à travers les vidéos Heul doch et Shut Up de LaFee.
Raúl Richter est devenu célèbre pour le rôle de Dominik Gundlach dans le feuilleton diffusé sur RTL Au rythme de la vie (Gute Zeiten, schlechte Zeiten), dans lequel il est apparu à partir de décembre 2007. Malgré son succès, le rôle de Richter était critique à l'époque. En 2009, il a dit que le personnage était "trop adolescent" et conçu comme une "mauviette".  En 2014, il a quitté à sa propre demande.  
En 2008, Raúl a reçu le Jetix Award dans la catégorie "Star TV la plus cool". Il a participé à la série spéciale de VOX Das perfekte Promi-Dinner aux côtés de Wolfgang Bahro (Joachim Gerner), Lisa Riecken (Elisabeth Meinhart) et Andreas Elsholz, ancienne star de Au rythme de la vie (Gute Zeiten, schlechte Zeiten).
Du 9 avril 2010 au 14 mai 2010, il a participé à l'émission de danse Let's Dance sur RTL et a atteint la 4ème place. Le 9 mai 2010, il a participé à l'émission spéciale de la fête des mères de l'émission The Perfect Celebrity Dinner avec Saskia Valencia, Peer Kusmagk et Detlef D ! Soost. On peut le revoir dans le programme du 20 mai 2012. 
En février 2011, il a participé à la campagne contre les delphinariums dans le cadre de l'action PETA Stars for all skins. 
En octobre 2011, Raùl a fait ses débuts au théâtre dans le rôle du Dr. Hellwig dans la comédie La Fille de l'ascenseur par Franz Arnold et Ernst Bach au Théâtre d'art sous la direction et au côté de Thorsten Wszolek,.
En 2013, il a co-organisé la dixième saison de Deutschland Sucht Den Superstar sur RTL, aux côtés de Nazan Eckes.
En avril 2016, il a participé au grand championnat de ballon chasseur sur ProSieben. En septembre de la même année, Raùl a été vu sur VOX dans Celebrity Shopping Queen. En 2017, il a été le candidat au Global Gladiators et également à Die Küchenschlacht (de).
En 2020 il est candidat de la 14e saison de Ich bin ein Star – Holt mich hier raus!.

## Vie privée
D'avril 2015 à octobre 2016, il était en couple avec Valentina Pahde.

## Récompenses
- 2008 : Jetix Award - Star TV la plus cool
- 2011 : German Soap Award - Meilleur interprète

## Filmographie

### Doublage

#### Films
- 2005 : Jeff Davis dans le rôle de Kelly Leak dans : The Bears are loose
- 2009 : Justin Long dans le rôle de Lem dans : Planète 51
- 2009 : Kevin Schmidt dans le rôle de Ryan Miller dans : Alvin et les Chipmunks 2
- 2009 : Hunter Parrish dans le rôle de Luke dans : If love were that simple that simple
- 2010 : Nicholas Hoult dans le rôle d'Eusebios dans : La bataille des Titans
- 2011 : Caleb Landry Jones dans le rôle de Sean Cassidy/ Banshee dans : X-Men : Le commencement
- 2011 : Jeremy Irvine dans le rôle d'Albert Narracott dans : Companions
- 2012 : Eddie Redmayne dans le rôle de Marius Pontmercy dans : Les Misérables
- 2013 : Josh Hutcherson dans le rôle de Nod dans : Epic - Hidden Kingdom
- 2014 : Ben Schnetzer dans le rôle de Mark Ashton dans : Pride

#### Séries télévisées
- 2001–2002: Hiro Yūki dans le rôle de Dende dans : Dragon Ball Z
- 2004: Shaun Loseby dans le rôle de Mark King dans : Don't Blame Me
- 2005–2006: Tomokazu Seki dans le rôle de Masataka Takayanagi dans : Tenjo Tenge
- 2006 : Hiro Yūki dans le rôle de Dende dans : Dragon Ball GT
- 2006 : Richard Brancatisano dans le rôle de Xander Bly dans : Power Rangers Mystic Force
- 2007 : Lucas Grabeel dans le rôle de Lex Luthor (jeune) dans : Smallville
- 2007 : Akira Sasanuma dans le rôle de Martin DaCosta dans : Gundam Seed
- 2007 : Mitsuki Saiga dans le rôle de Natsuo Sagan dans : Loveless
- 2007 : Mitch Morris dans le rôle Cody Bell dans : Queer as Folk
- 2010 : Sam Page dans le rôle Sam Allen dans : Desperate Housewives
- 2011 : Brando Eaton dans le rôle de Kyle Greenwell dans : American Horror Story
- 2015 : Aml Ameen dans le rôle Capheus dans : Sense8
- Depuis 2016 : Yoshitsugu Matsuoka dans le rôle Sôma Yukihira dans : Food Wars! Shokugeki no Soma
- Depuis 2017 : Toby Onwumere dans le rôle Capheus dans : Sense8
- 2017 : Ramón Rodríguez dans le rôle Bakuto : dans Les défenseurs

## Animation
- 2011 : Deutschland sucht den SuperStar : Présentateur

## Clips vidéos
- 2007 : Heul Doch de LaFee
- 2007 : Shut Up de LaFee